# Farcaşa (Neamţ)
Farcaşa é uma comuna romena localizada no distrito de Neamţ, na região de Moldávia. A comuna possui uma área de 92.32 km² e sua população era de 3251 habitantes segundo o censo de 2007.